# Trachysomus cavigibba
Trachysomus cavigibba är en skalbaggsart som beskrevs av Martins 1975. Trachysomus cavigibba ingår i släktet Trachysomus och familjen långhorningar. Inga underarter finns listade i Catalogue of Life.